# Noora Louhimo
Noora Louhimo, född 6 november 1988 i Raumo, Satakunta, är en finländsk sångerska. Sedan 2012 sjunger hon i heavy/power metal-bandet Battle Beast.
Louhimo är även aktiv i musikduon Laurenne/Louhimo tillsammans med Netta Laurenne, och har deltagit i all star-projektet Raskasta joulua.

## Diskografi (Battle Beast)

### Studioalbum
- Battle Beast (2013)
- Unholy Savior (2015)
- Bringer of Pain (2017)
- No More Hollywood Endings (2019)
- Circus of Doom (2022)

### Livealbum
- Circus of Doom Live in Helsinki 2023 (2025)

### Singlar
- "Into the Heart of Danger" (2013)
- "Black Ninja" (2013)
- "Madness" (2014)
- "No More Hollywood Endings" (2019)
- "Master of Illusion (live in Helsinki 2023)" (2024)
- "King for a Day (live in Helsinki 2023)" (2025)
- "Wings of Light (live in Helsinki 2023)" (2025)
- "Last Goodbye" (2025)
- "Steelbound" (2025)